# Governo Meiji
O Governo Meiji (明治政府, Meiji seifu) foi o governo que era formado por políticos do domínio de Satsuma, domínio de Chōshū e do Imperador do Japão.
Os políticos do governo Meiji eram conhecidos como oligarquia Meiji, que derrubou o Xogunato Tokugawa.

## Desenvolvimentos iniciais
Após a restauração Meiji, os líderes dos samurais que derrubaram o Xogum Tokugawa não tinham um plano bem definido sobre como governar o Japão. Eles tinham várias coisas em comum - a maioria tinha entre trinta e quarenta anos e vinha dos quatro domínios tozama do oeste do Japão (Chōshū, Satsuma, Tosa e Hizen). Apesar de serem de famílias de samurais de baixo nível, eles ascenderam a papéis de liderança militar em seus respectivos domínios, e foram educados com base no confucionismo e na lealdade e serviço à sociedade. Além disso, a maioria tinha experiência com viagens para fora do arquipélago japonês ou através de contatos com os conselheiros estrangeiros no Japão. Como resultado, eles tinham conhecimento sobre a superioridade militar das nações ocidentais e da necessidade do Japão de se unificar e se autofortalecer a fim de vitar o destino colonial de seus vizinhos do continente asiático.
Entretanto, em 1867, o país possuía uma grande quantidade de domínios feudais semi-independentes colocados juntos pela força militar da Aliança Satcho e pel prestígio da corte imperial.
No começo de março de 1868, enquanto o resultado da Guerra Boshin ainda era incerto, convocou representantes de todos os domínios para irem a Kyoto a fim de estabelecer uma assembleia nacional consultiva provisória. Em 6 de abril de 1868, a Carta de Juramento foi promulgada, na qual o Imperador Meiji definiu as linhas gerais para o desenvolvimento e modernização do Japão.
Dois meses depois, em junho de 1868, o Seitaisho foi promulgado visando estabelecer a nova base administrativa do governo Meiji. Esse código administrativo foi elaborado por Fukuoka Takachika e Soejima Taneomi (ambos estudaram no exterior e tinham uma visão política liberal), e foi uma estranha mistura de conceitos ocidentais como a divisão de poderes com um ressurgimento das antigas estruturas de burocracia que datavam do período Nara. Uma estrutura governamental central, ou Daijō-kan, foi estabelecida.
O Daijō-kan tinha alguns departamentos:
- Legislativo (dividido em uma Assembleia Alta de burocratas indicados e uma Assembleia Baixa de representantes de domínios)
- Executivo
- Shinto
- Finanças
- Militar
- Relações Exteriores
- Relações Civis

Um Ministério da Justiça separado foi estabelecido para criar uma forma de separação de poderes à moda dos países ocidentais.
Ao mesmo tempo, a administração local consistia de territórios confiscados dos Tokugawa, que foram divididos em províncias (ken) e municipalidades (fu) administrados pelo Departamento de Relações Civis e os 273 domínios semi-independentes. Agentes do governo central foram mandados para cada domínio para trabalhar pela uniformidade administrativa e conformação às diretrizes do governo central.
No começo de 1869, a capital nacional foi transferida de Kyoto para Edo, que foi renomeada para Tóquio (Capital do Leste).

## Abolição dos domínios
Em março de 1869, o governo central liderado por Okubo Toshimichi, de Satsuma, sentiu-se forte o suficiente para efetuar uma maior centralização. Após unir os exércitos de Satsuma e Chōshū sob uma força combinada, Ōkubo e Kido Takayoshi convenceram os daimyōs dos domínios de Satsuma, Chōshū, Hizen e Tosa a se renderem ao Imperador. Outros daimyōs foram forçados a fazer o mesmo, e todos foram indicados como "governadores" de seus respectivos domínios, que agora eram tratados como subdivisões do governo central.
Na primavera de 1871, Ōkubo, Kido, Inoue Kaoru, Yamagata Aritomo, Saigō Takamori, Ōyama Iwao, Sanjō Sanetomi e Iwakura fizeram uma reunião secreta durante a qual foi decidido se prosseguir inteiramente com a abolição dos domínios han. Mais tarde naquele ano, todos os ex-daimyōs foram convocados pelo Imperador, e ele outorgou um decreto convertendo os domínios em províncias lideradas por uma pessoa nomeada pelo governo central. Esse decreto resultou em 305 unidades de administração local, que foram reduzidas a 72 províncias e 3 municipalidades no final do ano através de várias fusões. Já no final de 1871, o Japão tornou-se um estado completamente centralizado. A transição foi feita gradativamente, então não houve qualquer perturbação na vida do povo, nem mesmo focos de resistência ou violência. O governo central absorveu todos os débitos e obrigações dos domínios, e muitos ex-oficiais nos domínios encontraram novos empregos no governo central.
Em 1871, o governo central apoiou a criação de assembleias consultivas nos níveis mais baixos do governo, nas aldeias, vilas e condados. Os membros das assembleias provinciais foi projetada a partir dessas assembleias locais. E como as assembleias locais apenas tinham o poder de debate, e não de legislação, elas forneceram uma importante válvula de segurança, sem a habilidade de desafiar a autoridade do governo central.

## Reorganização do governo central
Enquanto os domínios estavam sendo abolidos e as fronteiras administrativas locais estavam mudando, em agosto de 1869, o próprio governo central passou por uma reestruturação para reforçar a autoridade centralizada. A ideia de divisão de poderes foi abandonada. O novo governo foi baseado em uma assembleia nacional (que se reuniu apenas uma vez), um Conselho de Assessores nomeados (Sangi), e oito ministérios:
- Assuntos civis (Ministério da Casa a partir de 1873)
- Relações Exteriores
- Finanças
- Exército
- Marinha
- Casa Imperial
- Justiça
- Obras Públicas
- Educação

A tomada de decisões no governo era restrita a uma oligarquia fechada de cerca de 20 indivíduos (de Satsuma, Chōshū, Tosa, Hizen e da Corte Imperial). O Ministério da Casa, como ele indicava todos os governadores de província e controlava o aparato policial, era o ministério mais poderoso no governo, sendo que Ōkubo deixou o Ministério das Finanças para liderar o Ministério da Casa quando este foi estabelecido.

## Eventos que levaram à renúncia de Okuma
Uma das pressões no começo do governo Meiji era a divisão entre os membros da oligarquia que apoiavam alguma forma de governo representativo, baseado em modelos do exterior, e a facção mais conservadora que desejava o controle centralizado e autoritário.
Um grande defensor do governo representativo foi Itagaki Taisuke, um poderoso líder das forças de Tosa e que renunciou de sua posição no Conselho de Estado devido ao caso coreano em 1873. Itagaki defendia meios pacíficos ao invés da rebeldia para ganhar uma voz no governo. Tais movimentos eram chamados de Movimento pelos Diretos das Pessoas e da Liberdade. Ele começou um movimento almejando a formação de uma monarquia constitucional e uma assembleia nacional. Itagaki e outros escreveram o Memorial de Tosa em 1874, criticando o poder desenfreado da oligarquia e pedindo a criação imediata de um governo representativo. Insatisfeito com o ritmo da reforma depois de ter retornado ao Conselho de Estado em 1875, Itagaki organizou seus seguidores e outros elementos democráticos no Aikokusha nacional (Sociedade de Patriotas) a fim de forçar um governo representativo em 1878. Em 1881, em uma ação pela qual ele é conhecido, Itagaki ajudou a fundar o Jiyūtō (Partido Liberal), que apoiava doutrinas políticas francesas. Em 1882, Okuma Shigenobu estabeleceu o Rikken Kaishintō (Partido Progressista Constitucional), que clamava por uma democracia constitucional ao estilo britânico. Em resposta, os burocratas do governo, oficiais dos governos locais e outros conservadores criaram o Rikken Teiseitō (Partido do Domínio Imperial), um partido pró-governista, em 1882. Inúmeras demonstrações políticas se seguiram, algumas delas sendo violentas, resultando em mais restrições políticas por parte do governo. As restrições prejudicaram os partidos políticos e levaram à divisão entre eles. O Jiyūtō, que fazia oposição ao Kaishintō, foi dissolvido em 1884, e Ōkuma renunciou como presidente do Kaishintō.

## Criação de uma assembleia nacional
Os líderes do governo, muito preocupados com ameaças de violência à estabilidade e a séria divisão na liderança causada pelo caso coreano, em geral concordavam que um governo constitucional deveria algum dia ser estabelecido. Kido Takayoshi apoiava uma forma de governo constitucional desde antes de 1874, sendo que algumas propostas de garantias constitucionais foram planejadas. A oligarquia, no entanto, apesar de ter conhecimento das pressões políticas, estava determinada a manter o controle. A Conferência de Osaka de 1875 resultou na reorganização do governo com um judiciário independente e um Conselho de Anciões nomeado incumbido de analisar propostas de revisão da constituição. O imperador declarou que "o governo constitucional deveria ser estabelecido com estágios graduais", ordenando o Genrōin a projetar uma constituição. Em 1880, delegados das quarenta e duas províncias organizaram uma convenção nacional a fim de instituir o Kokkai Kisei Dōmei (Liga para o Estabelecimento de uma Assembleia Nacional).
Apesar de o governo não ser contrário ao governo parlamentar, confrontado com o movimento dos "direitos das pessoas", ele continuou a tentar controlar a situação política. Novas leis em 1875 proibiram críticas da imprensa ao governo ou discussão acerca das leis nacionais. A Lei da Assembleia Pública (1880) limitou severamente as reuniões públicas ao não permitir a participação de servidores civis e exigir permissão da polícia para todos os encontros. Dentro do círculo dirigente, no entanto, e apesar da abordagem conservadora da liderança, Okuma continuou com um defensor solitário do governo ao estilo britânico, um governo com partidos políticos e um gabinete organizado pelo partido da maioria, respondendo perante a assembleia nacional. Ele pediu por eleições a serem organizadas em 1882 e por uma assembleia nacional a ocorrer em 1883; após isso, ele precipitou uma crise política que terminou com um ato imperial em 1881 que declarava a criação de uma assembleia nacional em 1890 e sua demissão do governo.
Rejeitando o modelo britânico, Iwakura Tomomi e outros conservadores se inspiraram muito no sistema constitucional prussiano. Itō Hirobumi, um dos membros da oligarquia Meiji e nativo de Chōshū muito envolvido com assuntos do governo, foi encarregado de projetar a constituição do Japão. Ele liderou uma Missão de Estudo Constitucional no exterior em 1882, gastando a maior parte de seu tempo na Alemanha. Ele rejeitou a Constituição dos Estados Unidos como "muito liberal" e o sistema britânico como "muito pesado" por ter um parlamento com muito controle sob a monarquia; os modelos espanhol e francês foram rejeitados por terem uma tendência ao despotismo.

## Fortalecendo a autoridade do estado
No retorno de Ito, um dos primeiros atos do governo foi estabelecer o sistema de kazoku com novos níveis para a nobreza. Cinco centenas de pessoas da antiga nobreza da corte, ex-daimyos, samurais e pessoas comuns, que tinham fornecido um grande serviço ao governo, foram organizados em cinco níveis: príncipe, marquês, conde, visconde e barão.
Ito foi nomeado diretor do novo Departamento da Investigação de Sistemas Constitucionais em 1884, e o Conselho de Estado foi substituído em 1885 por um gabinete liderado por Ito como Primeiro Ministro. As posições de chanceler, ministro da esquerda e ministro da direita, que existiam desde o século VII como posições consultivas ao Imperador, foram todas abolidas. Em seus lugares, um conselho privado foi instituído em 1888 para avaliar a futura constituição e aconselhar o imperador. Para fortalecer ainda mais a autoridade do estado, o Conselho Supremo de Guerra foi criado sob a liderança de Yamagata Aritomo, um nativo de Chōshū que foi creditado como o fundador do moderno exército imperial japonês e que seria o primeiro Primeiro-Ministro constitucional. O Conselho Supremo da Guerra desenvolveu um sistema de pessoal ao estilo germânico com um chefe de gabinete que tinha acesso direto ao Imperador e que poderia operar independentemente do ministro do exército e de oficiais civis.

## A Constituição Meiji
Quando finalmente foi concedida pelo Imperador como um sinal de compartilhamento de sua autoridade e concessão de direitos e liberdades, a Constituição de 1889 do Império do Japão (a Constituição Meiji) criou a Dieta do Japão (Teikoku Gikai), composta de uma Câmara dos Representantes e uma Câmara dos Pares. A Câmara dos Representantes era eleita pelo povo com um direito de voto muito limitado. Apenas os cidadãos masculinos que pagavam 15 ienes em impostos nacionais (cerca de 1 por cento da população) podiam eleger candidatos. A Câmara dos Pares era composta pela nobreza e indicados pelo Império. Havia também a previsão da criação de um conselho de ministros composto de Ministros de Estado diretamente responsáveis perante o Imperador e independentes da legislatura. A Dieta era capaz de aprovar a legislação do governo e apresentar projetos de lei, fazer representações ao governo e entrar com petições ao Imperador.
No entanto, apesar dessas mudanças institucionais, a soberania ainda residia no Imperador com base na sua ascendência divina. A nova Constituição especificou uma forma de governo que ainda tinha um caráter autoritário, com o Imperador possuindo o poder supremo e apenas concessões mínimas sendo feitas aos direitos do povo e mecanismos parlamentares. A participação dos partidos foi reconhecida como parte do processo político. A Constituição Meiji vigorou como a lei fundamental até 1947.

## Eleições e poder político
As primeiras eleições nacionais ocorreram em 1890, e 300 membros foram eleitos para a câmara baixa. Os partidos Jiyūtō e Kaishintō foram recriados antes das eleições e juntas ganharam mais da metade dos assentos. A Câmara dos Representantes logo se tornou a arena de disputa entre os políticos e a burocracia do governo em grandes debates, como o orçamento, a ambiguidade da constituição sobre a autoridade da Dieta, e o desejo da Dieta de interpretar a "vontade do Imperador" contra a opinião da oligarquia de que o gabinete e a administração deveriam "transcender" todas as forças políticas em conflito. A principal arma que a Dieta tinha era sua aprovação ou reprovação do orçamento, e isso possibilitou o exercício da autoridade de maneira satisfatória.
Nos primeiros anos do governo constitucional, as forças e fraquezas da Constituição Meiji foram reveladas. Um pequeno grupo da elite de Satsuma e Chōshū continuou a dominar o Japão, tornando-se institucionalizado como um órgão extraconstitucional de genrō (velhos estadistas). Coletivamente, o genrō fez decisões reservadas ao Imperador, e o genrō, não o Imperador, controlava politicamente o governo. Nesse período, no entanto, problemas políticos eram normalmente resolvidos através do compromisso, e políticos partidos gradativamente aumentaram seu poder sob o governo e exerceram um papel ainda maior no processo político.

## Conflitos políticos
Após a amarga rivalidade política entre o início da Dieta, em 1890, e 1894, quando o país foi unificado para o esforço de guerra contra a China, seguiu-se cinco anos de união, cooperação incomum, e de coalizão de gabinetes. De 1900 a 1912, a dieta e o gabinete cooperaram ainda mais diretamente, com os partidos políticos desempenhando papéis maiores. Durante todo o período, a antiga oligarquia Meiji manteve o controle final, mas de forma constante concedeu poder aos partidos da oposição. As duas figuras principais do período foram Yamagata Aritomo, cujo longo mandato (1868-1922) como um líder militar e civil, incluindo dois mandatos como primeiro-ministro, foi caracterizado por sua intimidação a rivais e resistência a procedimentos democráticos, e Itō Hirobumi, que era um conciliador e que, apesar de rejeitado pelo Genro, queria estabelecer um partido do governo para controlar a Câmara durante seu primeiro mandato. Quando Itō retornou como primeiro-ministro em 1898, ele novamente pressionou pela formação de um partido do governo, mas quando Yamagata e outros se recusaram, Itō renunciou. Sem um sucessor entre os Genro, o Kenseitō (Partido Constitucional) foi convidado a formar um gabinete sob a liderança de Okuma e Itagaki, uma grande conquista na competição entre os partidos da oposição e o Genro. Este sucesso foi de curta duração: o Kenseitō foi dividido em dois partidos, o Kenseitō liderado por Itagaki e o Kensei Honto (Partido Constitucional Real) liderado por Okuma, sendo que o gabinete terminou após apenas quatro meses. Yamagata, em seguida, retornou como primeiro-ministro com o apoio das forças armadas e da burocracia. Apesar de um amplo apoio aos seus pontos de vista sobre a limitação do governo constitucional, Yamagata formou uma aliança com o Kenseitō. Reformas na lei eleitoral, uma expansão da Câmara para 369 membros, e as previsões para o voto secreto ganharam o apoio da Dieta para os orçamentos de Yamagata e aumentos de impostos. Ele continuou a usar os decretos imperiais, no entanto, para manter os partidos participando plenamente da burocracia e fortalecendo a posição já independente dos militares. Quando Yamagata não conseguia oferecer mais ao Kenseitō, a aliança terminou em 1900, começando uma nova fase de desenvolvimento político.

## Itō torna-se primeiro-ministro
Itō e seu protegido, Saionji Kimmochi finalmente tiveram sucesso em formar um partido pró-governo - o Kensei Seiyūkai (Associação dos Amigos do Governo Constitucional) - em setembro de 1900, sendo que um mês depois Ito tornou-se primeiro-ministro do primeiro gabinete Seiyūkai. O Seiyūkai assegurou a maioria dos assentos da Câmara, mas os aliados conservadores de Yamagata tinham a maior influência na Câmara dos Pares, forçando Itō a buscar a intervenção imperial. Cansado dos embates políticos, Itō renunciou em 1901. Posteriormente, o cargo de primeiro-ministro alternou entre os protegidos de Yamagata, Katsura Tarōe Saionji. A alternância no poder político era uma indicação da habilidade por parte dos dois lados em cooperar e compartilhar o poder, o que ajudou a continuar com o desenvolvimento das políticas dos partidos.

## Fim do período Meiji
Em 1901, o Japão cancelou todos os tratados desiguais por Jutarō Komura, e a Revolução Xinhai estourou na China. O período Meiji terminou com a morte do Imperador Meiji ou o final da Revolução Xinhai (ambas em 1912). O período Taisho (1912-1926) começou com o Príncipe Coroado Yoshito tornando-se o novo imperador (Imperador Taisho) e a fundação da República da China.
O fim do período Meiji foi marcado por grandes investimentos públicos e estrangeiros e programas militares, crédito quase exausto, e uma escassez de divisas para pagar débitos. O "Regime Meiji" durou até o final da Segunda Guerra Mundial, em 1945.
O começo do período Taisho foi marcado por uma crise política que interrompeu os anteriores compromissos políticos. Quando o primeiro-ministro Saionji tentou cortar o orçamento militar, o ministro do exército renunciou, derrubando o gabinete Seiyūkai. Tanto Yamagata quanto Saionji recusaram-se a reassumir o cargo, e o genrō não conseguia encontrar uma solução. A indignação pública com a manipulação militar do gabinete e um terceiro mandato de Katsura levaram a ainda mais demandas por um fim das políticas do genrō. Apesar da oposição da velha guarda, as forças conservadoras formaram um partido próprio em 1913, o Rikken Dōshikai (Associação Constitucional dos Amigos), um partido que ganhou a maioria na Câmara sobre o Seiyūkai no final de 1914.